# Trang trí trên men

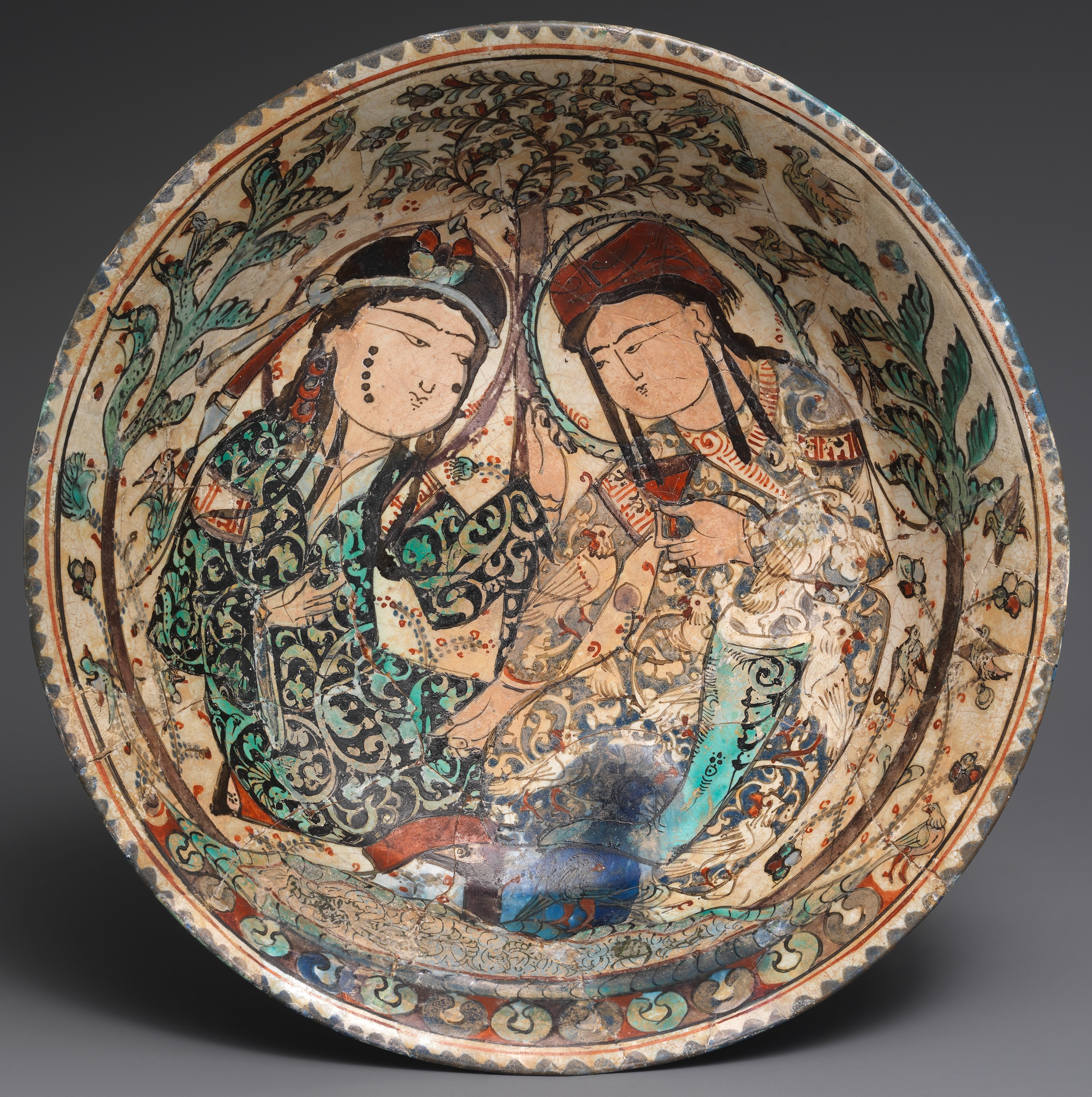
Bát gốm mina'i vẽ một cặp đôi trong vườn, khoảng năm 1200. Các đồ gốm Ba Tư này có niên đại hơi sớm hơn các hiện vật sử dụng kỹ thuật trang trí trên men đầu tiên đã biết đến của Trung Quốc. Đường kính 18,8 cm.

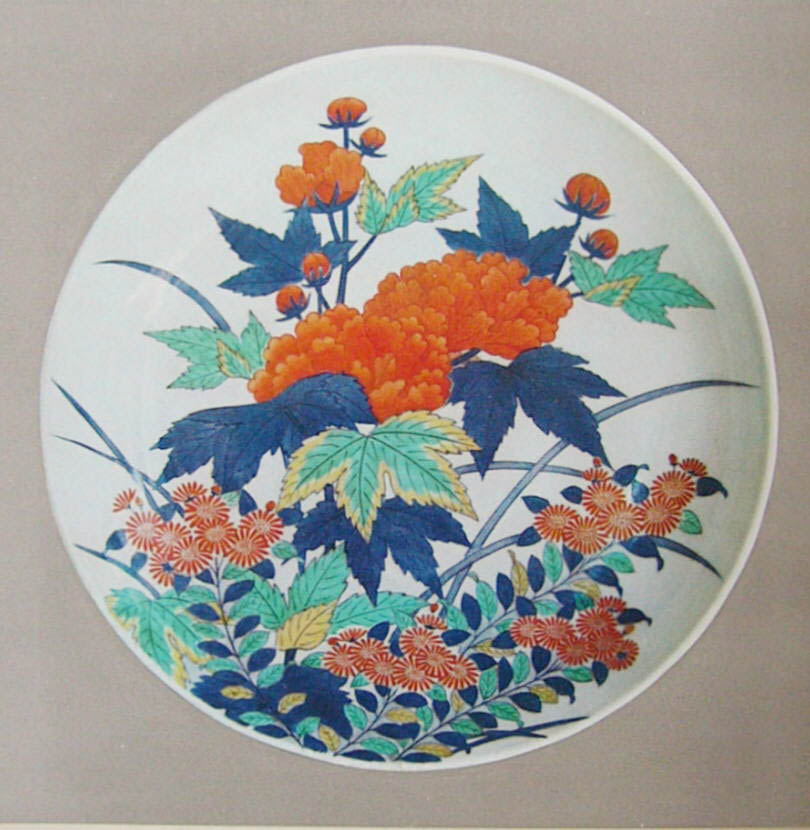
Đĩa gốm Nabeshima với trang trí hoa, Arita, Nhật Bản, cuối thế kỷ 17, thời kỳ Edo.

Trang trí trên men hay tráng men trên men là một phương pháp trang trí đồ gốm, thường là đồ sứ, theo đó trang trí màu được gắn vào bề mặt đã được tráng men gốm và nung, sau đó được cố định trong lần nung thứ hai ở nhiệt độ tương đối thấp hơn, thường trong lò hấp (còn gọi là lò múp). Nó thường được mô tả là sản xuất đồ gốm trang trí bằng "tráng men". Các màu sắc chảy lẫn và kết hợp với men, vì thế họa tiết trang trí trở thành bền vững. Quá trình nung trang trí này thường được thực hiện ở nhiệt độ thấp hơn cho phép tạo ra các màu sắc đa dạng và phong phú hơn khi sử dụng các bột màu mà bản thân chúng không thể lên màu chính xác ở nhiệt độ cao hơn cần thiết để nung xương sứ. Theo dòng lịch sử, người ta chỉ có thể thu được một khoảng màu tương đối hẹp khi sử dụng phương pháp trang trí dưới men, trong đó hoa văn màu được vẽ vào trước khi tráng men gốm, đặc biệt là màu xanh lam coban của đồ gốm hoa lam.
Nhiều phong cách lịch sử, ví dụ như đồ gốm mina'i, đồ gốm Imari, đấu thái và ngũ thái của Trung Quốc, kết hợp hai kiểu trang trí dưới men và trên men. Trong những trường hợp như vậy, lần nung đầu tiên cho phần xương gốm với trang trí dưới men và men gốm được nối tiếp bằng lần nung thứ hai sau khi đã tráng men [thủy tinh] trên men gốm.
Kỹ thuật này về cơ bản sử dụng thủy tinh bột trộn với các bột màu, và là ứng dụng của men thủy tinh cho đồ gốm. Thủy tinh tráng men cũng sử dụng kỹ thuật tương tự nhưng là trên chất nền bằng thủy tinh.Kỹ thuật áp dụng cho cả hai vật liệu này về cơ bản đều là kỹ thuật hội họa, và đã có từ khi chúng bắt đầu. Ngược lại, trên tráng men thủy tinh trên kim loại xuất hiện rất muộn, rất lâu sau các kỹ thuật như men ô, nơi mà các dây kim loại mỏng được gắn vào để tạo thành các rào cản hơi nhô lên, bao bọc xung quanh các khu vực chứa men thủy tinh được quét/nhồi/rót vào sau đó, và men khảm, nơi mà bề mặt kim loại bị khắc/chạm/trổ lõm xuống để hình thành các khu vực nhồi/rót men thủy tinh.
Trong đồ sứ Trung Quốc, men thủy tinh đôi khi được gắn vào các đồ vật không tráng men gốm; điều này được gọi là "tráng men trên đồ gốm mộc" hay các thuật ngữ tương tự khác.

## Lịch sử

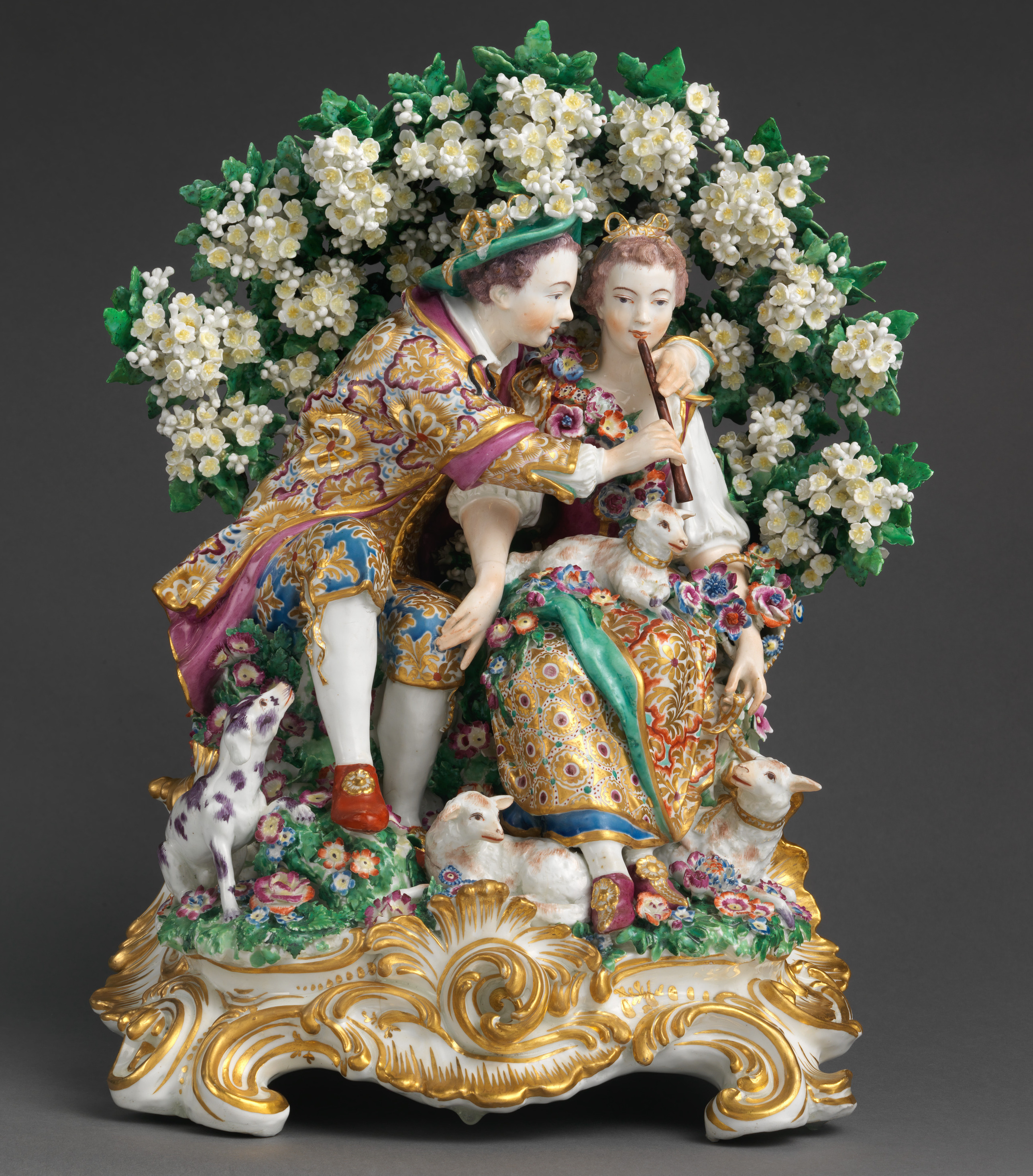
Xí nghiệp sứ Chelsea, The Music Lesson (Bài học âm nhạc), khoảng năm 1765, kích thước 15,38 × 12,25 × 8,75 inch (39,1 × 31,1 × 22,2 cm), nặng 22 lb (10 kg). Ảnh với góc chụp khác.

Men thủy tinh đã được sử dụng cho đồ trang sức và gắn vào kim loại từ rất sớm - người ta tìm thấy các di vật tráng men thủy tinh trong Lăng mộ Tutankhamun có niên đại tới khoảng năm 1325 TCN. Men thủy tinh cũng được sử dụng để trang trí trên thủy tinh vào thời Đế quốc La Mã. Được áp dụng cho đồ gốm, nó lần đầu tiên được nhìn thấy trong đồ gốm mina'i của Ba Tư từ cuối thế kỷ 12, sử dụng một nhóm gồm bảy màu chính. Có lẽ những người thợ gốm đã học được kỹ thuật này từ những người thợ làm thủy tinh.
Muộn hơn một chút, trang trí trên men xuất hiện trong gốm sứ Trung Quốc ở đồ sành Từ Châu từ đầu thế kỷ 13, với sử dụng trên đồ sứ tiếp theo ngay sau đó trong vòng một thế kỷ, mặc dù nó đã không lập tức chiếm ưu thế và khả năng đầy đủ của nó chỉ được thể hiện trong thế kỷ 17 và 18 với sự phát triển của các kỹ thuật được người Trung Quốc gọi là đấu thái, ngũ thái, pháp lang thái, phấn thái; với đồ gốm sứ thời Thanh được người châu Âu phân loại theo màu chủ đạo thành famille jaune (dòng màu vàng), famille noire (dòng màu đen), famille rose (dòng màu hồng), famille verte (dòng màu xanh lục). Một số kỹ thuật sử dụng lá kim loại mỏng, bao gồm đồ gốm mina'i cũng như các chất màu thông thường hơn, thường được quét hay tô vẽ ở dạng lỏng hoặc dạng hồ bằng chổi vẽ, bút vẽ, khuôn tô hoặc in chuyển. Phong cách kakiemon (柿右衛門) cũng như các phong cách khác của Nhật Bản sử dụng kỹ thuật này ít nhất là từ nửa sau thế kỷ 17. Kỹ thuật này cũng được phát triển ở châu Âu, đầu tiên là ở đồ mà người Pháp gọi là petit feu faïence (sành xốp ít lửa), và trong thế kỷ 18 là trong đồ sứ, và dường như đã có một số ảnh hưởng theo cả hai chiều giữa châu Á và châu Âu. Từ khoảng năm 1770 đến giữa thế kỷ 20, nó là kỹ thuật trang trí chủ đạo trên đồ gốm đắt tiền, chủ yếu là đồ sứ, được sản xuất ở châu Âu, Đông Á, và ở mức độ thấp hơn là Bắc Mỹ.
Ở Anh vào thế kỷ 18, nơi kỹ thuật này được phát triển, các hình thức in chuyển màu sớm nhất trên đồ gốm, ví dụ như của Sadler & Green ở Liverpool, là trang trí trên men, mặc dù vào cuối thế kỷ này, việc in chuyển cũng là điều bình thường đối với trang trí dưới men.
Ngày nay trang trí tráng men ít được sử dụng hơn nhiều, trừ đối với đồ gốm truyền thống, vì khoảng màu sắc sẵn có trong trang trí dưới men đã được mở rộng ra rất nhiều.

## Lò hấp
Lò dùng để nung lần thứ hai thường được gọi là lò hấp hay lò múp (tên gọi này có lẽ là dịch từ tiếng Anh muffle hay tiếng Pháp mofler); giống như các loại lò múp sử dụng cho mục đích khác, thiết kế lò phải đảm bảo cách ly các vật thể đem nung khỏi nhiên liệu và khí, khói, tro bụi sinh ra trong quá trình nung; nhưng với lò điện như ngày nay thì điều này không quá quan trọng. Đối với các loại men thủy tinh tráng trên men gốm trong quá khứ, lò nung thường nhỏ hơn nhiều so với lò nung chính và tạo ra nhiệt độ nung trong khoảng 750–950 °C (1.380–1.740 °F), tùy thuộc vào các màu sắc được sử dụng để trang trí. Thông thường, đồ gốm được nung tráng men trong khoảng từ 5 đến 12 giờ và sau đó được làm nguội trong 12 giờ.